# Lee Dong-woo
Lee Dong-woo – południowokoreański zapaśnik w stylu wolnym. Dwukrotny uczestnik mistrzostw świata, trzynasty w 1991. Brąz na igrzyskach azjatyckich w 1990 i na mistrzostwach Azji w 1988. Trzeci w Pucharze Świata w 1988; czwarty w 1989 i 1991 roku. Wicemistrz świata juniorów z 1984 roku.